# Alter Channel
Alter Channel, más conocido como Alter, fue un canal de televisión de Grecia, especializado en entretenimiento e información. La emisora nació en 1994 como Kanali 5, y el 27 de octubre de 2000 cambió su nombre por el actual.

## Historia
Alter nació como una cadena privada con cobertura nacional en 1994, bajo el nombre de Kanali 5 (κανάλι 5). Durante varios años la emisora permaneció en un segundo plano en el panorama televisivo griego.
En 2000, la emisora se renovó por completo. Después de un periodo de transición en el que la cadena se llamó "Altec", cambió su nombre por el de Alter 5 y Alter Channel. Su programación también cambió, y el canal apostó por la información, los programas de producción propia y los espacios infantiles. El proceso de renovación terminó en 2005, con la división de la programación en bloques diferenciados.
Estación entre 2002 y noviembre de 2011 tuvo programa, la entrega de programa informativo y entretenido. Durante los últimos años se seleccionaron las series extranjeras y el griego, el griego de radiodifusión en directo y diferido y los programas infantiles. En abril de 2011, debido a problemas económicos, se suspendió temporalmente el canal transmite su programa de información y animada temporalmente hasta encontrar un inversor estratégico. En los próximos meses un nuevo esfuerzo se intentó y la transmisión del programa en vivo volvió hasta el 11 de noviembre de 2011, cuando los empleados no remunerados de la estación volvió a trabajar la retención, capturar el flujo del programa y visualización de cartas con sus demandas. [1] Los trabajadores se negaron a regresar a sus puestos de trabajo, no aceptando el plan de rescate que fue presentado por el propietario de la estación Giorgos Kouris. Hasta el momento, ni el Consejo Nacional de Radiodifusión ha intervenido efectivamente en el caso de la estación, a la espera de la audiencia de una solicitud de adhesión a la empresa que gestiona la estación en el artículo 99 del Código de Bancarrota.